# Chiesa dei Santi Pietro e Paolo (Levate)
La chiesa dei Santi Pietro e Paolo è la parrocchiale di Levate, in provincia e diocesi di Bergamo; fa parte del vicariato di Dalmine-Stezzano.

## Storia
Nel 1598 la parrocchia di Levate passò dalla pieve foraniale meneghina di Pontirolo alla vicaria di Verdello.

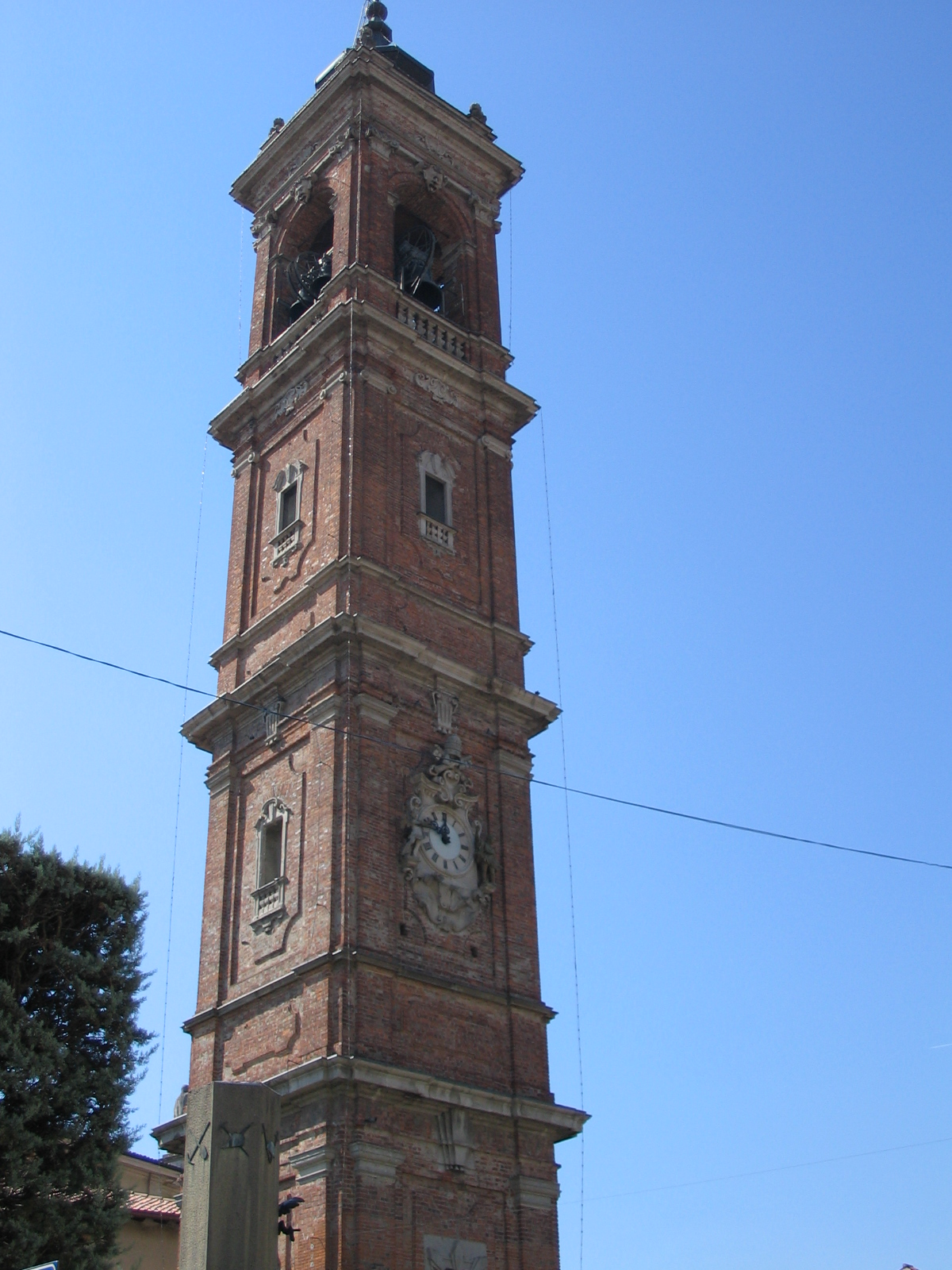
Il campanile

 Nel 1742 il campanile fu riedificato su progetto di Marco Alessandri.
La chiesa venne ricostruita nel 1746 e consacrata il 2 aprile del 1754 dall'arcivescovo di Milano Giuseppe Pozzobonelli.
Il 13 novembre 1786 si deliberò che la parrocchia levatese passasse dall'arcidiocesi di Milano alla diocesi di Bergamo; questa disposizione divenne effettiva nel 1787.

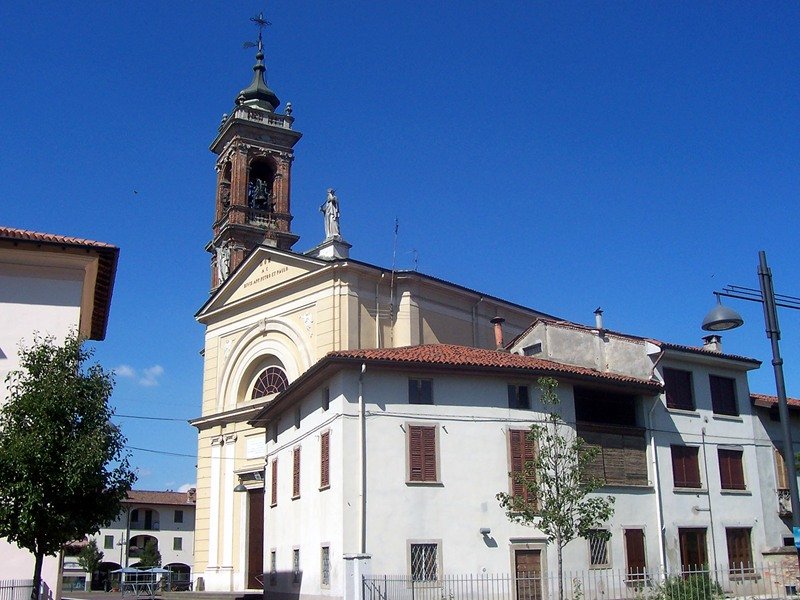
Chiesa e campanile

Da un documento del 1820 si apprende che la parrocchiale di Levate aveva, come filiali, gli oratori di San Benedetto in località Monasterolo, di Santa Maria Lattante e di San Carlo e che il numero dei fedeli superava il migliaio.
Nel 1842 venne completata la facciata neoclassica.
Nella relazione della visita pastorale del 1858 del vescovo Pier Luigi Speranza si legge che nella chiesa aveva sede la confraternita del Santissimo Sacramento.
Nel 1909 la chiesa fu interessata da un lavoro di ampliamento condotto su disegno di Elia Fornoni; edificio venne poi ristrutturato nel 1933.
Il 28 giugno del 1971 la parrocchia passò alla neo-costituita zona pastorale X, per poi essere aggregata il 27 maggio 1979 al vicariato di Verdello-Dalmine. Nel 1982 il campanile venne restaurato.

## Descrizione

### Facciata
La facciata dell'edificio è divisa in due registri da una cornice marcapiano; quello inferiore presenta quattro lesene con capitelli ionici, quello superiore, inserita in archi dal volume decrescente e leggermente sfondati una finestra semicircolare. Nel timpano, ai lati del quale si trovano due statue raffiguranti i santi Pietro e Paolo, si legge: 

### Interno
L'interno si compone di un'unica navata divisa in quattro campate ed è caratterizzato da lesene corinzie. La navata termina con il presbiterio rialzato di tre gradini, a sua volta chiuso dell'abside semicircolare. L'aula conserva affreschi opera di Luigi Galizzi del 1874.